# James Parker (Unternehmer)
James Parker (* vor 1791; † nach 1797) war ein britischer Pfarrer und Zementhersteller, der im späten achtzehnten Jahrhundert den Romanzement erfand. Romanzement war von 1800 bis 1850 das in Europa bevorzugt verwendete Bindemittel, kein Zement im heutigen Sinne.

## Biografie
Parker erhielt 1791 das Patent Method of Burning bricks, Tiles, Chalk und 1796 sein zweites Patent A certain Cement or Terras to be used in Aquatic and other Buildings and Stucco Work (Ein bestimmter Zement oder Terras, der in Aquatic und anderen Gebäuden und Stuckarbeiten verwendet werden kann). Er baute seine Produktionsstätte in Northfleet am Northfleet Creek in Kent auf. Es scheint, dass er sein Patent an Samuel Wyatt verkaufte, der mit seinem Cousin Charles Wyatt Parker & Wyatt- Zement produzierte. Parker wanderte 1797 nach Amerika aus.
Es gibt Belege dafür, dass Wyatts Romanzement beim Bau des Bell Rock Lighthouses verwendet wurde. Der Zement wurde aus natürlicher Kreide und Lehm von der Isle of Sheppey hergestellt. Ab 1807 gab es eine Anzahl Varianten dieses Zements als hydraulischen Kalk, der nicht gebrannt wurde. James Frost entwickelte diesen „British Cement“ von 1811 bis 1822 weiter und Joseph Aspdin stellte 1824 den Portlandzement aus Kalkstein von der Insel Portland her. Nachdem Parkers Patent abgelaufen war (um 1810/20), wurde der Romanzement durch zahlreiche Hersteller produziert. Nach 1821 wurde diese Zementart verbessert.
1832 gab es fünf Romanzement-produzierende Werke um Harwich. Die Firma Parker und Wyatt bestand bis 1846 und das Nordfleet-Werk wurde an die Firma von William Aspdin verkauft, der die Portland-Zementproduktion bis 1901, zuletzt unter dem Namen Robins Werk, fortführte. 1844 verbesserte Isaac Charles Johnson das Verfahren  durch Sinterung in Brennöfen.